# 第三義勇飛行艇
海防義会 第三義勇飛行艇
- 分類：実験用飛行艇
- 設計者：横田成沽
- 製造者：川崎造船所飛行機部
- 運用者：大日本帝国海軍
- 初飛行：1928年
- 生産数：1機
- 退役：1931年5月
- 運用状況：退役

第三義勇飛行艇（だいさんぎゆうひこうてい）または第三義勇号飛行艇（だいさんぎゆうごうひこうてい）は、日本の海防義会が大日本帝国海軍向けに開発した実験飛行艇。機体の製造は川崎造船所飛行機部（のちの川崎航空機工業）が担当した。川崎における社内名称は「KDN-1」。

## 概要
前作KBの墜落事故を受け、海防義会は改めて1926年（大正15年）9月に新設計の大型全金属製飛行艇の試作を決定し、海軍と民間の協力者からなる「全金属製飛行艇設計調査委員会」を設立し設計を開始。設計主務者はKBに引き続いて横田成沽技師が務め、実機の製造は1927年（昭和2年）10月から川崎で開始された。1機の試作機は1928年（昭和3年）11月に完成し、川崎による神戸沖での1ヶ月の飛行試験を経て海軍に引き渡され、それから半年の間、木製および金属製プロペラの振動実験などの各種実験に従事した。
機体は全金属製の高翼単葉飛行艇で、エンジンは2基の国産化したBMW-6aを主翼上に串型に配置した。凌波性以外の性能は良好で、設計にはKBのほか、当時輸入されていたドルニエ Do Jやロールバッハ飛行艇が参考にされている。設計時に装備される予定だったプロペラは金属製の2翅プロペラであり、装備時には良好な性能を発揮した。しかし、試験中に金属製プロペラ搭載の戦闘機が墜落する事故が発生したことを受け、海軍は金属製プロペラ装備機の使用禁止令を発令し、本機もプロペラを木製2翅のものに換装。その結果、エンジンナセル周辺から振動が発生するようになり、性能が低下したばかりか故障が頻発し、ついには試験飛行不能な状態に陥ってしまった。
その後、本機は1931年（昭和6年）5月に広海軍工廠で解体され、解体後の各部は全金属製機研究のための強度試験に用いられた。
後年、川崎航空機の設計技師だった土井武夫は第三義勇号について、「耐波性がよくなかった。機体が8t以上あるため、搭載したエンジン2基の馬力では不十分だった」「当時はあまり携わりのなかった海軍との関係構築を狙った機体であり、その後は第四、第五義勇飛行艇も製作したものの、1931年以降は海軍との関係がほとんど無くなっていた」旨を回顧している。

## 諸元
- 全長：19.972 m
- 全幅：29.50 m
- 全高：5.272 m
- 主翼面積：141.0 m2
- 自重：5,400 kg
- 全備重量：8,600 kg
- エンジン：川崎 BMW-6a 水冷V型12気筒（離昇750 hp） × 2
- 最大速度：200 km/h
- 巡航速度：170 km/h
- 実用上昇限度：4,500 m
- 航続距離：3,000 km
- 武装：
7.7mm固定機銃 × 1
7.7mm旋回機銃 × 2
250kg爆弾 × 2
- 乗員：5 - 10名